# Jegorjewskoje (Kaliningrad)
Jegorjewskoje (russisch Егорьевское, deutsch Sellwethen) ist ein Ort in der russischen Oblast Kaliningrad. Er gehört zur kommunalen Selbstverwaltungseinheit Stadtkreis Gurjewsk im Rajon Gurjewsk.

## Geographische Lage
Jegorjewskoje liegt 27 Kilometer nordöstlich der Oblasthauptstadt Kaliningrad (Königsberg) an der Regionalstraße 27A-024 (ex A190). Durch den Ort verläuft die Bahnstrecke Kaliningrad–Sowetsk (Königsberg–Tilsit), allerdings ohne Halt. Die nächste Bahnstation ist Dobrino (Nautzken).

## Geschichte
Das heutige Jegorjewskoje ist eine weitflächige und verstreut liegende Ortschaft und viel größer als vor 1945, als sie noch Sellwethen genannt wurde. Obwohl viel älter wurde das Dorf erst 1539 zum ersten Mal erwähnt. Mit dem Ortsteil Groß Hermeninken, der heute nicht mehr existiert, wurde Sellwethen 1874 in den Amtsbezirk Mettkeim (heute russisch: Nowgorodskoje) eingegliedert und gehörte zum Landkreis Labiau im Regierungsbezirk Königsberg der preußischen Provinz Ostpreußen.
Im Jahre 1910 waren in Sellwethen 90 Einwohner gemeldet. Am 30. September 1928 wurden die beiden Gutsbezirke Perkappen (heute russisch: Poltawskoje) und Wulfshöfen (Zwetkowo) eingemeindet. Die Einwohnerzahl stieg bis 1933 auf 437 und betrug 1939 noch 370.
Infolge des Zweiten Weltkrieges kam Sellwethen mit dem nördlichen Ostpreußen 1945 zur Sowjetunion. Im Jahr 1947 erhielt der Ort die russische Bezeichnung Jegorjewskoje und wurde gleichzeitig dem Dorfsowjet Dobrinski selski Sowet im Rajon Gurjewsk zugeordnet. Von 2008 bis 2013 gehörte Jergorjewskoje zur Landgemeinde Dobrinskoje selskoje posselenije und seither zum Stadtkreis Gurjewsk.

## Kirche
Sellwethen gehörte vor 1945 mit seiner überwiegend evangelischen Bevölkerung zum Kirchspiel Kaymen (1938–1946 Kaimen, heute russisch. Saretschje). Es lag im Kirchenkreis Labiau (Polessk) innerhalb der Kirchenprovinz Ostpreußen der Kirche der Altpreußischen Union. Heute liegt Jergojewskoje im Einzugsbereich der neu entstandenen evangelisch-lutherischen Kirchengemeinde in Marschalskoje (Gallgarben). Sie ist eine Filialgemeinde der Auferstehungskirche in Kaliningrad (Königsberg) innerhalb der Propstei Kaliningrad der Evangelisch-lutherischen Kirche Europäisches Russland (ELKER).